# 쿠로키 케이지
쿠로키 케이지(일본어: 黒木 啓司, 1980년 1월 21일 ~ )는 일본의 배우, 댄서이며, EXILE, EXILE THE SECOND의 멤버이다.
미야자키현 출신. LDH 소속.

## 참가 그룹
- SOUL DEMENTION (2003년 ~ 불명)
- FULCRUM (2005년 ~ 2006년)
- BIG DOGGS (2006년 ~ 불명)
- 2대째 J Soul Brothers (2007년 1월 ~ 2009년 3월 1일)
- EXILE (2009년 3월 1일 ~ )
- EXILE THE SECOND (2012년 7월 1일 ~ )

## 출연

### 영화
- 백댄서즈! (2006년, 가가 커뮤니케이션즈)
- 크로스 로드 (2015년, 프레시 하츠) - 주연·사와다 이츠키 역
- ROAD TO HiGH&LOW (2016년 5월 7일, 쇼치쿠) - 로키 역
  - HiGH&LOW THE MOVIE (2016년 7월 16일)

### 드라마
- 이름을 잃어버린 여신 (2011년 4월 ~ 6월, 후지 TV) - 사와다 케이 역
- 내가 연애할 수 없는 이유 (2011년 10월 ~ 12월, 후지 TV) - 카와바타 료이치 역
- 금요 프레스테이지 특별 기획 《악녀들의 메스》 (2011년 12월 9일, 후지 TV) - 나카무라 마사히코 역
- 너와 나의 약속 (2012년 4월 ~ 5월, BeeTV) - 주연
- 최고의 이혼 제3화 (2013년 1월 24일, 후지 TV) - 오오무라 케이스케 역
- 무슈! (2013년 4월 ~ 6월, CBC) - 주연·다테 히데오 역
- 라스트♡신데렐라 제10 ~ 11화 (2013년 6월 13일 ~ 20일, 후지 TV) - 콘도 역
- 행복해지는 3개의 쇼핑 《웨딩드레스를 산 여자》 (2013년 6월 25일, 칸사이 TV) - 마스다 마스미 역
- 금요 프레스테이지 장절! 여자의 미스터리 제3탄 《강행범계·우오즈미 히사에~돌체 2》 (2013년 11월 15일, 후지 TV) - 이노우에 타카시 역
- 비터 블러드 (2014년 4월 ~ 6월, 후지 TV) - 타카노 코지 역
- 유감스러운 남편. (2015년 1월 ~ 3월, 후지 TV) - 스도 토시야 역
- 전력 외 수사관 SPECIAL (2015년 3월 21일, 닛폰 TV)
- 와일드 히어로즈 (2015년 4월 ~ 6월, 닛폰 TV) - 하야시다 역
- HiGH&LOW~THE STORY OF S.W.O.R.D.~ (2015년 10월 ~ 12월, 닛폰 TV) - 로키 역
  - HiGH&LOW Season2 (2016년 4월 ~ 6월)
- 나이트 히어로 NAOTO 제1화 (2016년 4월 15일, TV 도쿄) - 엔딩 댄스